# Leichtathletik-Weltmeisterschaften 2025
Die 20. Leichtathletik-Weltmeisterschaften sollen vom 13. bis 21. September 2025 in der japanischen Hauptstadt Tokio stattfinden. Dies entschied der Weltverband World Athletics am 14. Juli 2022 auf seiner 228. Sitzung im US-amerikanischen Eugene, Oregon. Zudem feiert der japanische Leichtathletikverband Japan Association of Athletics Federations (JAAF) 2025 sein 100. Jubiläum. Tokio ist das zweite Mal, nach den Weltmeisterschaften 1991, Austragungsort der Welttitelkämpfe. Osaka war 2007 der letzte japanische Schauplatz der Leichtathletik-Weltmeisterschaften.

## Vergabe
Neben Tokio bewarben sich auch die kenianische Hauptstadt Nairobi, der Inselstaat Singapur mit dem Nationalstadion und die polnische Woiwodschaft Schlesien mit dem Stadion Śląski in Chorzów. Tokio erhielt bei der Bewertung der Bewerbung in den vier Schwerpunktbereichen die höchste Punktzahl.

## Stadion
Die Wettkämpfe sollen im Nationalstadion, das für die Olympischen Sommerspiele und die Sommer-Paralympics 2020 errichtet wurde, ausgetragen werden.

## Resultate Männer

### 100 m
| Platz | Athlet | Land | Zeit (s) |
| ----- | ------ | ---- | -------- |
| 1     |        |      |          |
| 2     |        |      |          |
| 3     |        |      |          |
| 4     |        |      |          |
| 5     |        |      |          |
| 6     |        |      |          |
| 7     |        |      |          |
| 8     |        |      |          |

Finale: 14. September, 22:20 Uhr

### 200 m
| Platz | Athlet | Land | Zeit (s) |
| ----- | ------ | ---- | -------- |
| 1     |        |      |          |
| 2     |        |      |          |
| 3     |        |      |          |
| 4     |        |      |          |
| 5     |        |      |          |
| 6     |        |      |          |
| 7     |        |      |          |
| 8     |        |      |          |

Finale: 19. September, 22:06 Uhr

### 400 m
| Platz | Athlet | Land | Zeit (s) |
| ----- | ------ | ---- | -------- |
| 1     |        |      |          |
| 2     |        |      |          |
| 3     |        |      |          |
| 4     |        |      |          |
| 5     |        |      |          |
| 6     |        |      |          |
| 7     |        |      |          |
| 8     |        |      |          |

Finale: 18. September 22:10 Uhr

### 800 m
| Platz | Athlet | Land | Zeit (min) |
| ----- | ------ | ---- | ---------- |
| 1     |        |      |            |
| 2     |        |      |            |
| 3     |        |      |            |
| 4     |        |      |            |
| 5     |        |      |            |
| 6     |        |      |            |
| 7     |        |      |            |
| 8     |        |      |            |

Finale: 20. September, 21:50 Uhr

### 1500 m
| Platz | Athlet | Land | Zeit (min) |
| ----- | ------ | ---- | ---------- |
| 1     |        |      |            |
| 2     |        |      |            |
| 3     |        |      |            |
| 4     |        |      |            |
| 5     |        |      |            |
| 6     |        |      |            |
| 7     |        |      |            |
| 8     |        |      |            |

Finale: 17. September, 22:20 Uhr

### 5000 m
| Platz | Athlet | Land | Zeit (min) |
| ----- | ------ | ---- | ---------- |
| 1     |        |      |            |
| 2     |        |      |            |
| 3     |        |      |            |
| 4     |        |      |            |
| 5     |        |      |            |
| 6     |        |      |            |
| 7     |        |      |            |
| 8     |        |      |            |

Finale: 21. September, 19:50 Uhr

### 10.000 m
| Platz | Athlet | Land | Zeit (min) |
| ----- | ------ | ---- | ---------- |
| 1     |        |      |            |
| 2     |        |      |            |
| 3     |        |      |            |
| 4     |        |      |            |
| 5     |        |      |            |
| 6     |        |      |            |
| 7     |        |      |            |
| 8     |        |      |            |

Datum: 14. September, 21:30 Uhr

### Marathon
| Platz | Athlet | Land | Zeit (h) |
| ----- | ------ | ---- | -------- |
| 1     |        |      |          |
| 2     |        |      |          |
| 3     |        |      |          |
| 4     |        |      |          |
| 5     |        |      |          |
| 6     |        |      |          |
| 7     |        |      |          |
| 8     |        |      |          |

Datum: 15. September, 8:00 Uhr

### 110 m Hürden
| Platz | Athlet | Land | Zeit (s) |
| ----- | ------ | ---- | -------- |
| 1     |        |      |          |
| 2     |        |      |          |
| 3     |        |      |          |
| 4     |        |      |          |
| 5     |        |      |          |
| 6     |        |      |          |
| 7     |        |      |          |
| 8     |        |      |          |

Finale: 16. September, 22:20 Uhr

### 400 m Hürden
| Platz | Athlet | Land | Zeit (s) |
| ----- | ------ | ---- | -------- |
| 1     |        |      |          |
| 2     |        |      |          |
| 3     |        |      |          |
| 4     |        |      |          |
| 5     |        |      |          |
| 6     |        |      |          |
| 7     |        |      |          |
| 8     |        |      |          |

Finale: 19. September, 21:15 Uhr

### 3000 m Hindernis
| Platz | Athlet | Land | Zeit (min) |
| ----- | ------ | ---- | ---------- |
| 1     |        |      |            |
| 2     |        |      |            |
| 3     |        |      |            |
| 4     |        |      |            |
| 5     |        |      |            |
| 6     |        |      |            |
| 7     |        |      |            |
| 8     |        |      |            |

Finale: 15. September, 21:55 Uhr

### 4 × 100 m Staffel
| Platz | Land | Athleten | Zeit (min) |
| ----- | ---- | -------- | ---------- |
| 1     |      |          |            |
| 2     |      |          |            |
| 3     |      |          |            |
| 4     |      |          |            |
| 5     |      |          |            |
| 6     |      |          |            |
| 7     |      |          |            |
| 8     |      |          |            |

Finale: 21. September, 21:20 Uhr

### 4 × 400 m Staffel
| Platz | Land | Athleten | Zeit (s) |
| ----- | ---- | -------- | -------- |
| 1     |      |          |          |
| 2     |      |          |          |
| 3     |      |          |          |
| 4     |      |          |          |
| 5     |      |          |          |
| 6     |      |          |          |
| 7     |      |          |          |
| 8     |      |          |          |

Finale: 21. September, 20:25 Uhr

### 20 km Gehen
| Platz | Athlet | Land | Zeit (h) |
| ----- | ------ | ---- | -------- |
| 1     |        |      |          |
| 2     |        |      |          |
| 3     |        |      |          |
| 4     |        |      |          |
| 5     |        |      |          |
| 6     |        |      |          |
| 7     |        |      |          |
| 8     |        |      |          |

Datum: 20. September, 9:45 Uhr

### 35 km Gehen
| Platz | Athlet | Land | Zeit (h) |
| ----- | ------ | ---- | -------- |
| 1     |        |      |          |
| 2     |        |      |          |
| 3     |        |      |          |
| 4     |        |      |          |
| 5     |        |      |          |
| 6     |        |      |          |
| 7     |        |      |          |
| 8     |        |      |          |

Datum: 13. September, 8:00 Uhr

### Hochsprung
| Platz | Athlet | Land | Höhe (m) |
| ----- | ------ | ---- | -------- |
| 1     |        |      |          |
| 2     |        |      |          |
| 3     |        |      |          |
| 4     |        |      |          |
| 5     |        |      |          |
| 6     |        |      |          |
| 7     |        |      |          |
| 8     |        |      |          |

Finale: 16. September, 20:35 Uhr

### Stabhochsprung
| Platz | Athlet | Land | Höhe (m) |
| ----- | ------ | ---- | -------- |
| 1     |        |      |          |
| 2     |        |      |          |
| 3     |        |      |          |
| 4     |        |      |          |
| 5     |        |      |          |
| 6     |        |      |          |
| 7     |        |      |          |
| 8     |        |      |          |

Finale: 15. September, 20:10 Uhr

### Weitsprung
| Platz | Athlet | Land | Weite (m) |
| ----- | ------ | ---- | --------- |
| 1     |        |      |           |
| 2     |        |      |           |
| 3     |        |      |           |
| 4     |        |      |           |
| 5     |        |      |           |
| 6     |        |      |           |
| 7     |        |      |           |
| 8     |        |      |           |

Finale: 17. September, 20:50 Uhr

### Dreisprung
| Platz | Athlet | Land | Weite (m) |
| ----- | ------ | ---- | --------- |
| 1     |        |      |           |
| 2     |        |      |           |
| 3     |        |      |           |
| 4     |        |      |           |
| 5     |        |      |           |
| 6     |        |      |           |
| 7     |        |      |           |
| 8     |        |      |           |

Finale: 19. September, 20:50 Uhr

### Kugelstoßen
| Platz | Athlet | Land | Weite (m) |
| ----- | ------ | ---- | --------- |
| 1     |        |      |           |
| 2     |        |      |           |
| 3     |        |      |           |
| 4     |        |      |           |
| 5     |        |      |           |
| 6     |        |      |           |
| 7     |        |      |           |
| 8     |        |      |           |

Finale: 13. September, 21:10 Uhr

### Diskuswurf
| Platz | Athlet | Land | Weite (m) |
| ----- | ------ | ---- | --------- |
| 1     |        |      |           |
| 2     |        |      |           |
| 3     |        |      |           |
| 4     |        |      |           |
| 5     |        |      |           |
| 6     |        |      |           |
| 7     |        |      |           |
| 8     |        |      |           |

Finale: 21. September, 20:00 Uhr

### Hammerwurf
| Platz | Athlet | Land | Weite (m) |
| ----- | ------ | ---- | --------- |
| 1     |        |      |           |
| 2     |        |      |           |
| 3     |        |      |           |
| 4     |        |      |           |
| 5     |        |      |           |
| 6     |        |      |           |
| 7     |        |      |           |
| 8     |        |      |           |

Finale: 16. September, 21:00 Uhr

### Speerwurf
| Platz | Athlet | Land | Weite (m) |
| ----- | ------ | ---- | --------- |
| 1     |        |      |           |
| 2     |        |      |           |
| 3     |        |      |           |
| 4     |        |      |           |
| 5     |        |      |           |
| 6     |        |      |           |
| 7     |        |      |           |
| 8     |        |      |           |

Finale: 18. September, 19:23 Uhr

### Zehnkampf
| Platz | Athlet | Land | Punkte |
| ----- | ------ | ---- | ------ |
| 1     |        |      |        |
| 2     |        |      |        |
| 3     |        |      |        |
| 4     |        |      |        |
| 5     |        |      |        |
| 6     |        |      |        |
| 7     |        |      |        |
| 8     |        |      |        |

Datum: 20./21. September

## Resultate Frauen

### 100 m
| Platz | Athletin | Land | Zeit (s) |
| ----- | -------- | ---- | -------- |
| 1     |          |      |          |
| 2     |          |      |          |
| 3     |          |      |          |
| 4     |          |      |          |
| 5     |          |      |          |
| 6     |          |      |          |
| 7     |          |      |          |
| 8     |          |      |          |

Finale: 14. September, 22:13 Uhr

### 200 m
| Platz | Athletin | Land | Zeit (s) |
| ----- | -------- | ---- | -------- |
| 1     |          |      |          |
| 2     |          |      |          |
| 3     |          |      |          |
| 4     |          |      |          |
| 5     |          |      |          |
| 6     |          |      |          |
| 7     |          |      |          |
| 8     |          |      |          |

Finale: 19. September, 22:22 Uhr

### 400 m
| Platz | Athletin | Land | Zeit (s) |
| ----- | -------- | ---- | -------- |
| 1     |          |      |          |
| 2     |          |      |          |
| 3     |          |      |          |
| 4     |          |      |          |
| 5     |          |      |          |
| 6     |          |      |          |
| 7     |          |      |          |
| 8     |          |      |          |

Finale: 18. September, 22:24 Uhr

### 800 m
| Platz | Athletin | Land | Zeit (min) |
| ----- | -------- | ---- | ---------- |
| 1     |          |      |            |
| 2     |          |      |            |
| 3     |          |      |            |
| 4     |          |      |            |
| 5     |          |      |            |
| 6     |          |      |            |
| 7     |          |      |            |
| 8     |          |      |            |

Finale: 21. September, 19:35 Uhr

### 1500 m
| Platz | Athletin | Land | Zeit (min) |
| ----- | -------- | ---- | ---------- |
| 1     |          |      |            |
| 2     |          |      |            |
| 3     |          |      |            |
| 4     |          |      |            |
| 5     |          |      |            |
| 6     |          |      |            |
| 7     |          |      |            |
| 8     |          |      |            |

Finale: 16. September, 22:05 Uhr

### 5000 m
| Platz | Athletin | Land | Zeit (min) |
| ----- | -------- | ---- | ---------- |
| 1     |          |      |            |
| 2     |          |      |            |
| 3     |          |      |            |
| 4     |          |      |            |
| 5     |          |      |            |
| 6     |          |      |            |
| 7     |          |      |            |
| 8     |          |      |            |

Finale: 20. September, 22:05 Uhr

### 10.000 m
| Platz | Athletin | Land | Zeit (min) |
| ----- | -------- | ---- | ---------- |
| 1     |          |      |            |
| 2     |          |      |            |
| 3     |          |      |            |
| 4     |          |      |            |
| 5     |          |      |            |
| 6     |          |      |            |
| 7     |          |      |            |
| 8     |          |      |            |

Datum: 13. September, 21:30 Uhr

### Marathon
| Platz | Athletin | Land | Zeit (h) |
| ----- | -------- | ---- | -------- |
| 1     |          |      |          |
| 2     |          |      |          |
| 3     |          |      |          |
| 4     |          |      |          |
| 5     |          |      |          |
| 6     |          |      |          |
| 7     |          |      |          |
| 8     |          |      |          |

Datum: 14. September, 8:00 Uhr

### 100 m Hürden
| Platz | Athletin | Land | Zeit (s) |
| ----- | -------- | ---- | -------- |
| 1     |          |      |          |
| 2     |          |      |          |
| 3     |          |      |          |
| 4     |          |      |          |
| 5     |          |      |          |
| 6     |          |      |          |
| 7     |          |      |          |
| 8     |          |      |          |

Finale: 15. September, 22:20 Uhr

### 400 m Hürden
| Platz | Athletin | Land | Zeit (s) |
| ----- | -------- | ---- | -------- |
| 1     |          |      |          |
| 2     |          |      |          |
| 3     |          |      |          |
| 4     |          |      |          |
| 5     |          |      |          |
| 6     |          |      |          |
| 7     |          |      |          |
| 8     |          |      |          |

Finale: 19. September, 21:27 Uhr

### 3000 m Hindernis
| Platz | Athletin | Land | Zeit (min) |
| ----- | -------- | ---- | ---------- |
| 1     |          |      |            |
| 2     |          |      |            |
| 3     |          |      |            |
| 4     |          |      |            |
| 5     |          |      |            |
| 6     |          |      |            |
| 7     |          |      |            |
| 8     |          |      |            |

Finale: 17. September, 21:57 Uhr

### 4 × 100 m Staffel
| Platz | Land | Athletinnen | Zeit (s) |
| ----- | ---- | ----------- | -------- |
| 1     |      |             |          |
| 2     |      |             |          |
| 3     |      |             |          |
| 4     |      |             |          |
| 5     |      |             |          |
| 6     |      |             |          |
| 7     |      |             |          |
| 8     |      |             |          |

Finale: 21. September, 21:10 Uhr

### 4 × 400 m Staffel
| Platz | Land | Athletinnen | Zeit (min) |
| ----- | ---- | ----------- | ---------- |
| 1     |      |             |            |
| 2     |      |             |            |
| 3     |      |             |            |
| 4     |      |             |            |
| 5     |      |             |            |
| 6     |      |             |            |
| 7     |      |             |            |
| 8     |      |             |            |

Finale: 21. September, 20:40 Uhr

### 20 km Gehen
| Platz | Athletin | Land | Zeit (h) |
| ----- | -------- | ---- | -------- |
| 1     |          |      |          |
| 2     |          |      |          |
| 3     |          |      |          |
| 4     |          |      |          |
| 5     |          |      |          |
| 6     |          |      |          |
| 7     |          |      |          |
| 8     |          |      |          |

Datum: 20. September, 7:30 Uhr

### 35 km Gehen
| Platz | Athletin | Land | Zeit (h) |
| ----- | -------- | ---- | -------- |
| 1     |          |      |          |
| 2     |          |      |          |
| 3     |          |      |          |
| 4     |          |      |          |
| 5     |          |      |          |
| 6     |          |      |          |
| 7     |          |      |          |
| 8     |          |      |          |

Datum: 13. September, 8:00 Uhr

### Hochsprung
| Platz | Athletin | Land | Höhe (m) |
| ----- | -------- | ---- | -------- |
| 1     |          |      |          |
| 2     |          |      |          |
| 3     |          |      |          |
| 4     |          |      |          |
| 5     |          |      |          |
| 6     |          |      |          |
| 7     |          |      |          |
| 8     |          |      |          |

Finale: 21. September, 19:30 Uhr

### Stabhochsprung
| Platz | Athletin | Land | Höhe (m) |
| ----- | -------- | ---- | -------- |
| 1     |          |      |          |
| 2     |          |      |          |
| 3     |          |      |          |
| 4     |          |      |          |
| 5     |          |      |          |
| 6     |          |      |          |
| 7     |          |      |          |
| 8     |          |      |          |

Finale: 17. September, 20:10 Uhr

### Weitsprung
| Platz | Athletin | Land | Weite (m) |
| ----- | -------- | ---- | --------- |
| 1     |          |      |           |
| 2     |          |      |           |
| 3     |          |      |           |
| 4     |          |      |           |
| 5     |          |      |           |
| 6     |          |      |           |
| 7     |          |      |           |
| 8     |          |      |           |

Finale: 14. September, 20:40 Uhr

### Dreisprung
| Platz | Athletin | Land | Weite (m) |
| ----- | -------- | ---- | --------- |
| 1     |          |      |           |
| 2     |          |      |           |
| 3     |          |      |           |
| 4     |          |      |           |
| 5     |          |      |           |
| 6     |          |      |           |
| 7     |          |      |           |
| 8     |          |      |           |

Finale: 18. September, 20:45 Uhr

### Kugelstoßen
| Platz | Athletin | Land | Weite (m) |
| ----- | -------- | ---- | --------- |
| 1     |          |      |           |
| 2     |          |      |           |
| 3     |          |      |           |
| 4     |          |      |           |
| 5     |          |      |           |
| 6     |          |      |           |
| 7     |          |      |           |
| 8     |          |      |           |

Finale: 20. September, 19:56 Uhr

### Diskuswurf
| Platz | Athletin | Land | Weite (m) |
| ----- | -------- | ---- | --------- |
| 1     |          |      |           |
| 2     |          |      |           |
| 3     |          |      |           |
| 4     |          |      |           |
| 5     |          |      |           |
| 6     |          |      |           |
| 7     |          |      |           |
| 8     |          |      |           |

Finale: 14. September, 19:10 Uhr

### Hammerwurf
| Platz | Athletin | Land | Weite (m) |
| ----- | -------- | ---- | --------- |
| 1     |          |      |           |
| 2     |          |      |           |
| 3     |          |      |           |
| 4     |          |      |           |
| 5     |          |      |           |
| 6     |          |      |           |
| 7     |          |      |           |
| 8     |          |      |           |

Finale: 15. September, 21:00 Uhr

### Speerwurf
| Platz | Athletin | Land | Weite (m) |
| ----- | -------- | ---- | --------- |
| 1     |          |      |           |
| 2     |          |      |           |
| 3     |          |      |           |
| 4     |          |      |           |
| 5     |          |      |           |
| 6     |          |      |           |
| 7     |          |      |           |
| 8     |          |      |           |

Finale: 20. September, 21:10 Uhr

### Siebenkampf
| Platz | Athletin | Land | Punkte |
| ----- | -------- | ---- | ------ |
| 1     |          |      |        |
| 2     |          |      |        |
| 3     |          |      |        |
| 4     |          |      |        |
| 5     |          |      |        |
| 6     |          |      |        |
| 7     |          |      |        |
| 8     |          |      |        |

Datum: 19./20. September

## Resultat Mixed

### 4 × 400 m Staffel
| Platz | Land | Athleten | Zeit (min) |
| ----- | ---- | -------- | ---------- |
| 1     |      |          |            |
| 2     |      |          |            |
| 3     |      |          |            |
| 4     |      |          |            |
| 5     |      |          |            |
| 6     |      |          |            |
| 7     |      |          |            |
| 8     |      |          |            |

Finale: 13. September, 22:20 Uhr